# غريغوريو هيرتادو
غريغوريو هيرتادو هو سياسي مكسيكي، ولد في 30 ديسمبر 1969 في مونتيري في ولاية نويفو ليون. نشط حزبياً في حزب العمل الوطني. وقد انتخب عضو مجلس النواب المكسيك ‏.